# Heinrich Koch

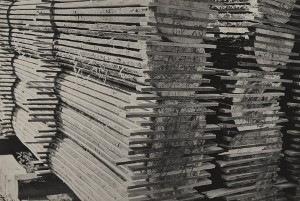
Heinrich Koch: Holzstapel

Heinrich Koch (Jindřich Koch, 20. srpna 1896 Uherské Hradiště – 1. března 1934 Praha) byl česko-německý fotograf a pedagog, patřil mezi protagonisty směru Neues Sehen ve fotografii. Patřil k nejvýznamnějším českým studentům fotografie na Bauhausu.

## Život a dílo
Heinrich (Jindřich) Koch vystudoval v letech 1908–1915 gymnázium v Uherském Hradišti. Během první světové války studoval ve Vídni historii umění a právo. Už v této době se zajímal o sochařství. V roce 1918 se zapsal na Vídeňskou Akademii výtvarných umění – obor sochařství. Podle všeho měl v roce 1919 poté, co opustil Vídeň, pokračovat v Praze. Není však jisté, zda studium dokončil.
Od léta roku 1922 byl pak studentem Bauhaus ve Výmaru a od roku 1925 po přestěhování Bauhausu v Dessau. V zimním semestru 1922/23 navštěvoval sochařskou dílnu. Do roku 1928 experimentoval kromě jiného s malbou na zeď, kovem (tehdy pod vedením László Moholy-Nagye) a reklamou. Později byl studentem dílen malby na zeď, kterou dokončil v roce 1928. Angažoval se v kapele Bauhaus-Band.
Po absolvování Bauhausu se Koch stal nezávislým architektem interiérů. Kvůli krachu na burze 24. října 1929 se však této profese musel vzdát kvůli nedostatku zakázek. Tak se rozhodl začít něco nového. Na konci roku 1929 nebo začátkem roku 1930 se zapsal do fotografické třídy Státní Městské umělecké školy Burg Giebichenstein Kunsthochschule v Halle (Saale), kterou od jejího založení v roce 1927 vedl Hans Finsler. Finsler byl považován za jednoho z nejvýznamnějších představitelů Nové vize. Koch, který se pravděpodobně s fotografií setkal na Bauhausu, navzdory svému laickému stavu, rychle zaujal pozici Finslerova asistenta a našel si vlastní obrazový jazyk. Do jeho počátků působení v Halle (Saale), spadá také sňatek se studentkou Bauhausu Benitou Otte. Oba se poznali během Kochova působení na Bauhausu.
Na konci zimního semestru 1931/32 se Finsler rozhodl opustit Halle a přejít na Vysokou uměleckou školu v Curychu. Na jeho místo vedoucího fotografické třídy nastoupil Jindřich Koch. S ním se změnil styl, ve kterém formální vzdělání a vystřídala výuka především technického rázu. Ve své vedoucí funkci však vydržel jen do jara 1933, protože k moc přišla Národně socialistická německá dělnická strana, která na Bauhaus dosadila vlastní spolupracovníky. Byla zrušena také fotografická třída. Koch se svojí manželkou se přestěhoval do Prahy, kde se živil jako fotograf pražského Národního muzea. Krátce po tomto novém začátku podlehl při tragické dopravní nehodě dne 1. března 1934 v Praze. Benita Koch-Otte se pak v témže roce vrátila zpátky do Německa.

## Dílo
Během relativně krátkého tvůrčího období (1929–1934) vzniklo asi 400 významných fotografií. Své technické a umělecké dovednosti předvedl především při pořizování portrétů. Orientace fotografické třídy směřovala s velkým úspěchem k fotografii zátiší, Koch však vynikal i v dalších žánrech, jako byla fotografie reklamní, krajiny, městské veduty, architektury, ale také kytic a zvířat. Některá svá díla věnoval svému domovu Halle (Saale), existují například obrazy hradu Giebichenstein, zasněžená zahrada Amtsgarten nebo letiště, které navrhl Hans Wittwer.
| „ | V několika málo letech, ve kterých se Koch mohl věnovat fotografii, měl sotva dostatek času vytvořit kvantitativně dostatečné a kvalitativně homogenní dílo. Jeho práce přesto ukazují širokou škálu fotografických obrazových forem, které odrážely trendy tehdejší fotografie. | “ |

 Koch pro svá díla využíval především vizuální prvky Nové věcnosti, což představují především protiklady a úzké výřezy. Pohledy směřuje přímo k povrchu, tvaru a struktuře předmětu. Často používá detail, rytmické opakování některých motivů, objevují se symbolické významy. Vedle Hanse Finslera je vlivným vzorem pro jeho tvorbu také Albert Renger-Patzsch.

## Odkaz
Negativy z Kochova odkazu nejsou veřejnosti příliš známé. Nicméně některé po jeho smrti přešly do majetku jeho manželky. Později byly rozděleny, některé získala berlínská galerie Berliner Galerie Kicken, Galerie Zimmer Düsseldorf nebo historické sbírky "von Bodelschwinghschen Anstalten Bethel" v Bielefeldu. Pouze v několika málo případech jsou fotografie opatřeny Kochovým ručně psaným titulem, případně ručně psanými poznámkami na zadní straně snímků.
Muzeum umění Stiftung Moritzburg v Sasko-Anhaltsku, Kunstmuseum des Landes, opatruje velkou část dědictví Jindřicha Kocha v jeho bývalém působišti v Halle (Saale). V roce 2012 sem byla dlouhodobě zapůjčena fotografická sbírka 230 Kochových fotografií od nadace Arkudes Foundation v Kolíně, jelikož nákup by byl příliš nákladný.

## Galerie

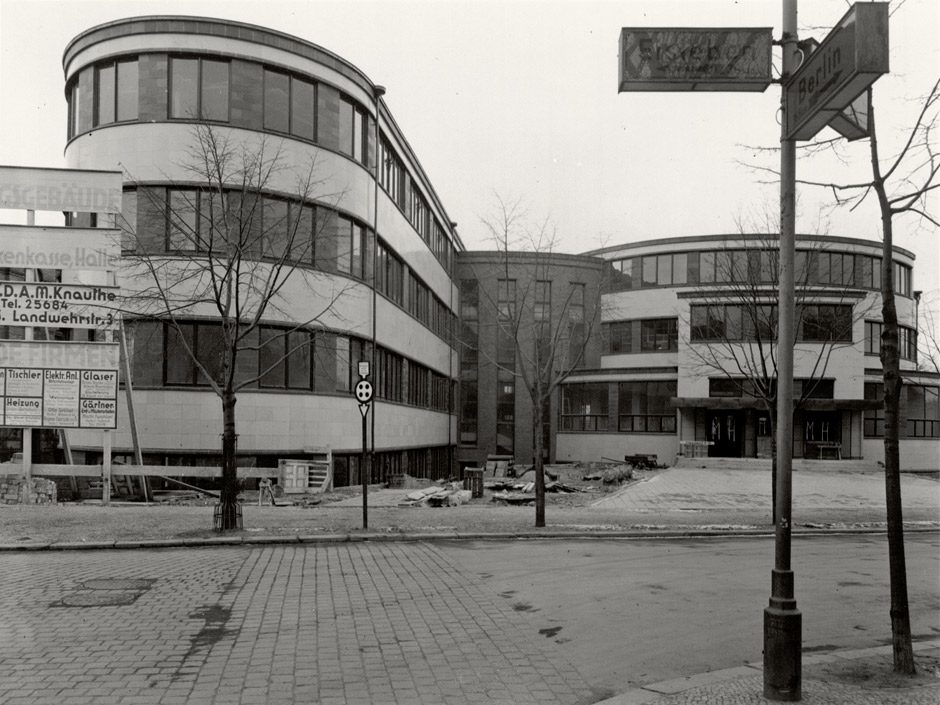
Kanceláře AOK a administrativní budova, Halle, postavil 1928–1931 Martin Knauthe, asi 1931
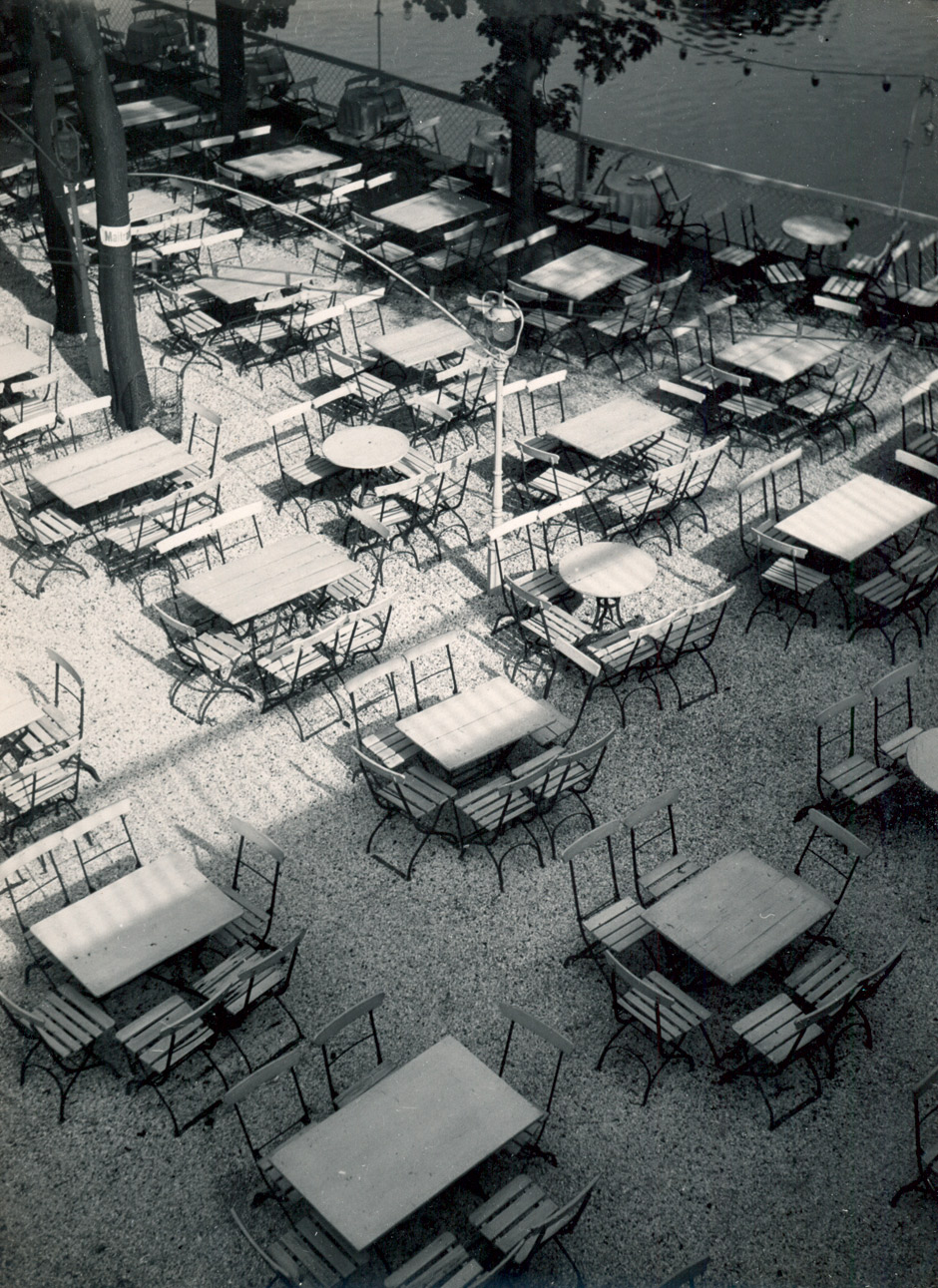
Restaurant terrace, vintage print, ferrotypizovaný bromostříbrný želatinový tisk na papíru chamois; rozměr: 24,5 x 18 cm. Fotografovo razítko Foto H. Koch Halle/S. a anotace tužkou na rubu snímku. Mezi lety 1929 a 1932.
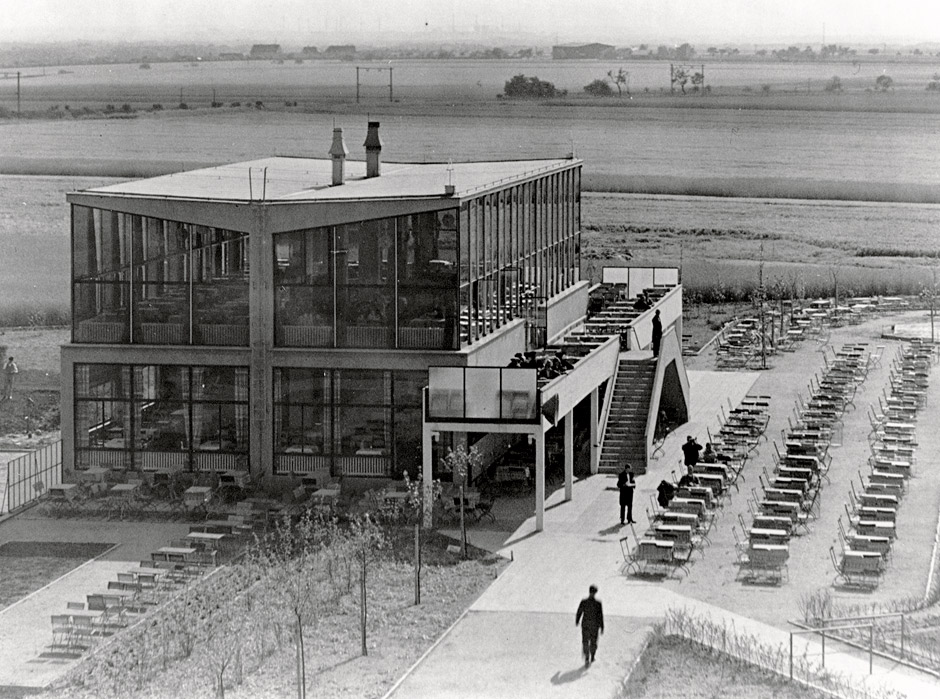
Nová restaurace na letišti v Lipsku/Halle. Postavil 1930–1931 Hans Wittwer (1894–1952), kolem 1934.